# 地中海盆地
生物地理学における地中海盆地 (ちちゅうかいぼんち, Mediterranean Basin) または地中海地域 (ちちゅうかいちいき, Mediterranean region) は、穏やかで雨の多い冬と暑く乾燥した夏の地中海性気候である地中海周辺の地域を指し、特有の地中海性森林がある。経験則として、地中海盆地はオリーヴが育つ旧世界地域である。しかし、オリーヴは地中海性気候を持つ世界の他の地域でも生長し、地中海周辺の多くの地域では、地中海性気候を持たず、オリーヴは育たない。

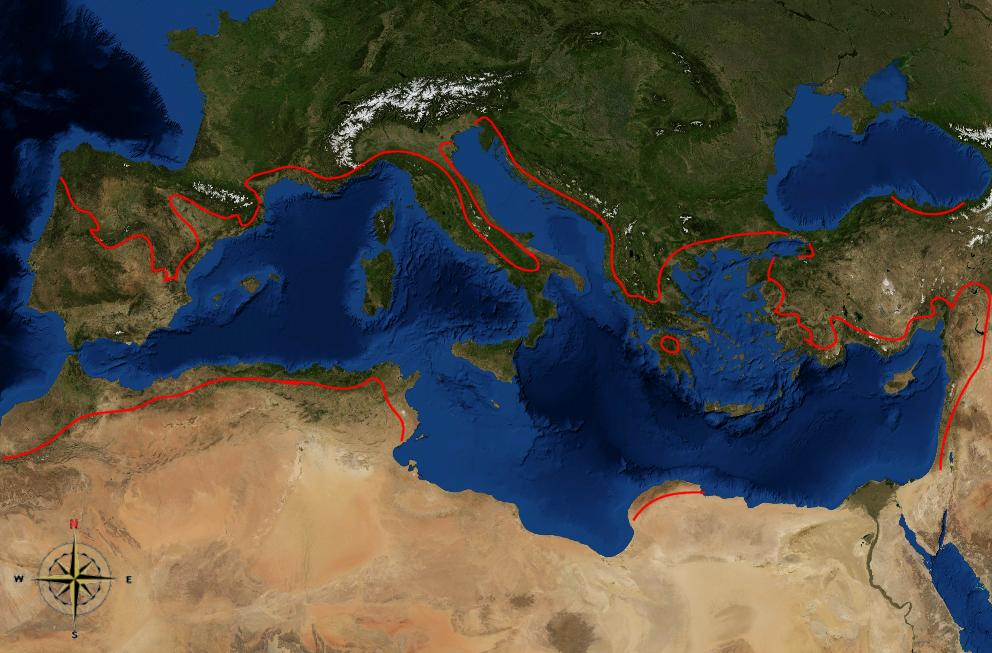
地中海盆地とオリーヴの生息域

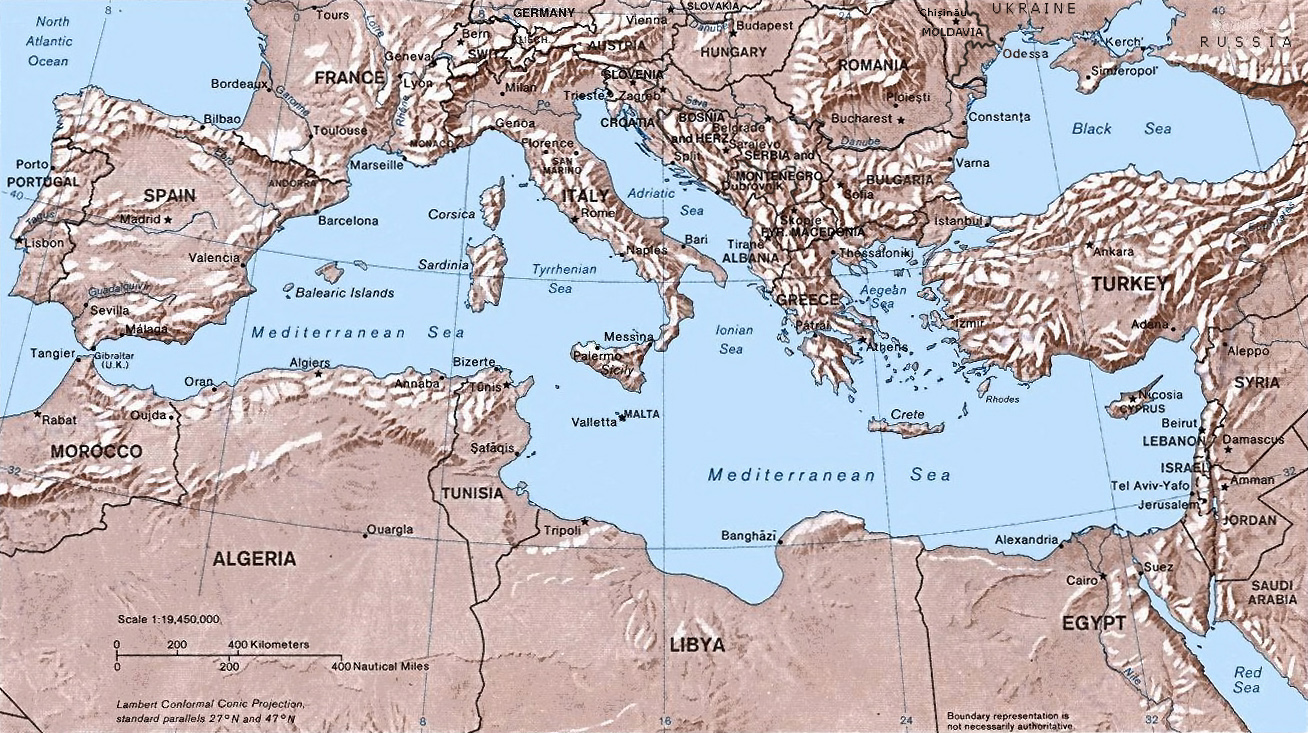
地中海盆地にある国家の地図

## 地理
地中海盆地は、ヨーロッパ、アジア、アフリカの3つの地域に及んでいる。
ヨーロッパは北側に位置し、イベリア半島、イタリア半島及びバルカン半島の3つの大きな南ヨーロッパの半島が地中海性気候へ入っている。スペインとフランスを分けるピレネー山脈、中央ヨーロッパからイタリアを分けるアルプス山脈、アドリア海の東側に沿ったディナル・アルプス山脈、西ヨーロッパや中央ヨーロッパの温帯から地中海性気候を分けるバルカン半島のバルカン山脈、ロドピ山脈などの山脈が取り巻いている。
地中海盆地は西アジアへも及び、中央部の温帯の山脈を除き、トルコの半島の西部や南部を占めている。盆地には、地中海の東端にある地中海性気候のレバントが含まれ、シリア砂漠やネゲヴ砂漠が東端、南端になっている。
北アフリカを横切るアトラス山脈によってサハラ砂漠から分けられる地中海性気候が北西アフリカのマグリブ北部に存在する。地中海東部では、サハラ砂漠は、リビアのキレナイカ半島北部を除いて、乾燥した地中海性気候となっている。

## 地形と気候
地中海盆地は、古代に安定したユーラシア大陸に、北方へ動いていたアフリカプレートとアラビアプレートが衝突したことで形成された。北へ動いていたアフリカ・アラビアによって、古いテチス海はなくなり、アフリカもその一部であった古代の巨大なゴンドワナ大陸からユーラシア大陸を分けた。ほぼ同時（1億7000年前、ジュラ紀）に、テチス海の少し前に形成された小さなネオテチス海は東端を閉じられた。この衝突はスペインのピレネー山脈からイランのザグロス山脈まで及び、広大な山脈を押し上げた。アルプス造山運動として知られるこの造山運動は、ほとんどが漸新世（3400〜2300万年前）や中新世（2300万年前〜530万年前）に起こった。ネオテチスはこれらの衝突の間にさらに大きくなり、隆起やプレートの沈み込みにつながった。中新世後期の約600万年前、地中海はアラビアの圧力により西端が閉じられ、海を消滅させた。大西洋が少なくとも69回盆地を氾濫させたときの水位低下と氾濫は、メッシニアン塩分危機で最もよく知られている。
さらに中新世の終わりは、地中海盆地の気候を変動させた。化石証拠からの判断では、中新世の間の地中海盆地は、夏に雨が多く、比較的湿度が高い亜熱帯気候だったことを示しており、このことで照葉樹林が成立していた。最後の320万〜280年、鮮新世時代に、夏の降雨が減少し、地中海性気候への移行が生じた。このような変化によって亜熱帯の照葉樹林は衰退し、これらはイベリア半島や北アフリカの大西洋岸沖にあるマカロネシアにしがみつくように残存するに過ぎなくなり、現在の地中海の植物が発展し、乾燥した夏に水分を失うのを防ぐ小さくすべすべした、針葉樹林や硬葉樹林、灌木が優占するようになった。これらの森林と灌木の多くは、人間が居住した何千年かの間に見分けが付かないほどに変わった。現在では、以前大きな森林地帯だった自然地域であまり変化していないところはほとんど存在しない。

## 歴史
ネアンデルタール人は、西アジアや約230,000年前に始まったヨーロッパの氷河ではない場所に居住した。人間は100,000年ほど前にアフリカから西アジアへと移動した。クロマニョン人として知られる人間は、およそ50,000〜40,000年前にヨーロッパへと移った。
最後の氷河時代（ウィスコンシン氷結）は、およそ21,000年前に最終氷期最盛期に達し、約12,000年前に終了した。完新世の気候最温暖期として知られる温暖な時代は、氷河時代に続いた。
羊やヤギに加えて、小麦、ヒヨコマメ、オリーヴを含む食用作物は、紀元前9千年紀に地中海東部で取り入れられ、農業集落がつくられた。近東の作物は、紀元前7千年紀にヨーロッパ南東部に広がった。ポピーやエンバクは、紀元前6千世紀から紀元前3千世紀にかけてヨーロッパで取り入れられた。農業集落は地中海盆地まで広がった。紀元前4500年から1500年にかけて、ヨーロッパで巨石記念物が構築された。
夏期の季節風の強まりは、9000〜7000年前に、湖、川、湿地と、草原であったサハラを横断する降雨を増加させた。気候が不安定となった時代の後、サハラは紀元前4千年紀に砂漠地帯となった。

## 農業
小麦は、地中海盆地周辺で育てられる最も優勢な穀物である。また、豆類や野菜も育てられている。特有の作物としては、オリーヴがある。イチジクは、別の重要な果樹または柑橘類（特にレモン）や灌漑がある場所で育てられる。ブドウは、重要なつる植物で、フルーツやワインを作るために育てられる。米や夏野菜は灌漑地域で育てられる。